# Seznam zápasů fotbalové reprezentace SSSR na MS
Sovětská fotbalová reprezentace byla celkem 7x na mistrovstvích světa ve fotbale a to v letech 1958, 1962, 1966, 1970, 1982, 1986, 1990.
- Aktualizace po MS 1990 – Počet utkání – 30 – Vítězství – 15x – Remízy – 6x – Prohry – 9x

| Číslo | Soupeř        | Výsledek   | MS      | Fáze turnaje             | Góly SSSR                                                                                 |
| ----- | ------------- | ---------- | ------- | ------------------------ | ----------------------------------------------------------------------------------------- |
| 1.    | Anglie        | 2 – 2      | MS 1958 | základní skupina D       | Nikita Simonjan, Alexandr Ivanov                                                          |
| 2.    | Rakousko      | 2 – 0      | MS 1958 | základní skupina D       | Anatolij Iljin, Valentin Kozmič Ivanov                                                    |
| 3.    | Brazílie      | 0 – 2      | MS 1958 | základní skupina D       | Ne                                                                                        |
| 4.    | Anglie        | 1 – 0      | MS 1958 | dodatečný zápas o postup | Anatolij Iljin                                                                            |
| 5.    | Švédsko       | 0 – 1      | MS 1958 | čtvrtfinále              | Ne                                                                                        |
| 6.    | Jugoslávie    | 2 – 0      | MS 1962 | základní skupina A       | Valentin Kozmič Ivanov, Viktor Ponědělnik                                                 |
| 7.    | Kolumbie      | 4 – 4      | MS 1962 | základní skupina A       | Valentin Kozmič Ivanov (2), Čislenko, Viktor Ponědělnik                                   |
| 8.    | Uruguay       | 2 – 1      | MS 1962 | základní skupina A       | Alexej Mamykin, Valentin Kozmič Ivanov                                                    |
| 9.    | Chile         | 1 – 2      | MS 1962 | čtvrtfinále              | Igor Čislenko                                                                             |
| 10.   | Severní Korea | 3 – 0      | MS 1966 | základní skupina D       | Eduard Malofjev (2), Anatolij Baniševskij                                                 |
| 11.   | Itálie        | 1 – 0      | MS 1966 | základní skupina D       | Igor Čislenko                                                                             |
| 12.   | Chile         | 2 – 1      | MS 1966 | základní skupina D       | Valerij Porkujan (2)                                                                      |
| 13.   | Maďarsko      | 2 – 1      | MS 1966 | čtvrtfinále              | Igor Čislenko, Valerij Porkujan                                                           |
| 14.   | SRN           | 1 – 2      | MS 1966 | semifinále               | Valerij Porkujan                                                                          |
| 15.   | Mexiko        | 0 – 0      | MS 1970 | základní skupina A       | Ne                                                                                        |
| 16.   | Belgie        | 4 – 1      | MS 1970 | základní skupina A       | Anatolij Byšovec (2), Kachi Asatiani, Vitalij Chmelnickij                                 |
| 17.   | Salvador      | 2 – 0      | MS 1970 | základní skupina A       | Anatolij Byšovec (2)                                                                      |
| 18.   | Uruguay       | 0 – 1      | MS 1970 | čtvrtfinále              | Ne                                                                                        |
| 19.   | Brazílie      | 1 – 2      | MS 1982 | základní skupina 6       | Andrij Bal                                                                                |
| 20.   | Nový Zéland   | 3 – 0      | MS 1982 | základní skupina 6       | Jurij Gavrilov, Oleg Blochin, Sergej Pavlovič Baltača                                     |
| 21.   | Skotsko       | 2 – 2      | MS 1982 | základní skupina 6       | Alexandr Čivadze, Ramaz Šengelia                                                          |
| 22.   | Belgie        | 1 – 0      | MS 1982 | druhá skupinová fáze     | Khoren Oganesian                                                                          |
| 23.   | Polsko        | 0 – 0      | MS 1982 | druhá skupinová fáze     | Ne                                                                                        |
| 24.   | Maďarsko      | 6 – 0      | MS 1986 | základní skupina C       | Pavlo Jakovenko, Sergej Alejnikov, Ihor Belanov (pen.) Ivan Jaremčuk (2), Sergej Rodionov |
| 25.   | Francie       | 1 – 1      | MS 1986 | základní skupina C       | Vasilij Rac                                                                               |
| 26.   | Kanada        | 2 – 0      | MS 1986 | základní skupina C       | Oleg Blochin, Oleksandr Zavarov                                                           |
| 27.   | Belgie        | 3 – 4 (PP) | MS 1986 | Osmifinále               | Ihor Belanov (2+1 z penalty)                                                              |
| 28.   | Rumunsko      | 0 – 2      | MS 1990 | základní skupina B       | Ne                                                                                        |
| 29.   | Argentina     | 0 – 2      | MS 1990 | základní skupina B       | Ne                                                                                        |
| 30.   | Kamerun       | 4 – 0      | MS 1990 | základní skupina B       | Oleh Protasov, Andrej Zygmantovič, Oleksandr Zavarov, Igor Dobrovolskij                   |